# عبد الرحمن الكربي
عبد الرحمن الكربي لاعب كرة قدم قطري يلعب حالياً في نادي قطر.

## مسيرة اللاعب
لعب في نادي الريان ونادي قطر.

## روابط خارجية
- عبد الرحمن الكربي على موقع Soccerway.com (الإنجليزية)